# 悪の階段
『悪の階段』（あくのかいだん）は、1965年公開の日本映画。南条範夫の小説『おれの夢は』を原作とし鈴木英夫が脚色監督した。
モノクロ・スタンダード。同時上映は『国際秘密警察　鍵の鍵』。

## 概要
岩尾、熊谷、下山、小西の4人は金庫破りに成功、4000万を手にした。ボス格の岩尾は、派手に金を使うと警察に
マークされるから地下金庫に半年間隠そうと提案する。納得する4人であったが、小西はホステスのお京に入れあげ
バーの開店資金のために金を受け取りに現れる。金を渡すふりをして地下金庫に降りていくが小西を殺害する。
岩尾の情婦ルミ子の思わせぶりな態度に熊谷はルミ子と関係を持つ。二人で逃げようと提案する熊谷だったが彼もまた消されてしまう。果たして最後に金を手にするのは誰か──。
「明るく楽しい東宝映画」の中にあってシャープかつドライな演出で異彩を放つ鈴木英夫の傑作ノワール。
『彼奴を逃すな』『社員無頼』『非情都市』『その場所に女ありて』などに並ぶ鈴木英夫の代表作のひとつ。

## 出演
- 岩尾 - 山﨑努
- 熊谷 - 久保明
- 下山 - 西村晃
- 小西 - 加東大介
- ルミ子 - 団令子
- お京 - 久保菜穂子
- 社長 - 清水元
- 巡査 - 佐渡豊
- 今井刑事 - 渥美国泰
- 是枝刑事 - 庄司一郎
- 第二課の刑事 - 土屋嘉男
- 金物屋の店員 - 中山豊

## スタッフ
- 製作 -	金子正且
- 原作 - 南条範夫
- 監督 - 鈴木英夫
- 撮影 - 完倉泰一
- 音楽 - 佐藤勝
- 美術 - 中古智
- 照明 - 金子光男
- 録音 - 斎藤昭
- 編集 - 岩下広一

## DVD
東宝より2022年5月にDVDが発売された。